# منال الرويشد
منال الرويشد فنانة تشكيلية سعودية، ورئيسة الجمعية السعودية للفنون التشكيلية (جسفت) منذ عام 2017م. تعد رائدة في الفن الرقمي في السعودية، ولها العديد من المشاركات والمعارض الفنية من أبرزها معرض (وجد بين الحرف واللون) في جدة عام 2014م.

## التعليم
- حاصلة على درجة الدكتوراه في التربية الفنية تخصص تصميم من جامعة الأميرة نورة بنت عبد الرحمن عام 2011م.[5] وكانت رسالتها بعنوان (المضامين الفكرية والفلسفية للمفردات الشكلية ودورها في تصميم غلاف الكتاب السعودي الثقافي).
- حاصلة على الماجستير في التربية الفنية من كلية التربية للاقتصاد المنزلي والتربية الفنية بالرياض (تخصص تصميم) عام 2006م.
- حاصلة على البكالوريوس في التربية والفنون من جامعة الملك سعود.[6]

## العمل
- رئيسة الجمعية السعودية للفنون التشكيلية (جسفت) منذ عام 2017م بعد استقالة رئيسها محمد المنيف.[7] ورأست مجلس الجمعية السعودية للفنون التشكيلية جسفت حتى عام 2024م وأعيد انتخابها كرئيس لمجلس إدارتها لمدة 4 سنوات في عام 2024م.[6]
- نائبة رئيس الجمعية السعودية للفنون التشكيلية إلى عام 2017.
- عملت مديرة لإدارة النشاط الفني و المهني في وزارة التعليم عام 2021.
- عملت مدربة متطوّعة لرسوم الأطفال في الموروث الشعبي في مركز الفتاة التابع لوزارة العمل والشؤون الاجتماعية.
- عملت مديرة لجناح وزارة التعليم في مهرجان الجنادرية 27.[8]
- عملت مشرفة تربوية عامة للنشاط غير الصفي عام 2001م.
- عملت مشرفة تربوية للتربية الفنية بإدارة تعليم الرياض عام 1997م.[6]
- عملت معلمة لمادة التربية الفنية في التعليم العام عام 1994م.[9]
- كتبت زاوية (ود وورد) لأكثر من 15سنة في صحيفة الجزيرة.[10]

## معارض
أقامت معرضها التشكيلي الرقمي الشخصي (وجد بين الحرف واللون) في جدة عام 2014م.

## مشاركات وعضويات
- عضو مؤسس في الجمعية السعودية للفنون التشكيلية (جسفت).
- عضو مؤسس في مجموعة الفنانات التشكيليات في منطقة الرياض.
- عضو مؤسس مجموعة الفن الرقمي.
- عضو في مجموعة «عين رأت».
- عضو في لجنة التنسق لتنظيم المشاركات في المعرض التشكيلي لكلية اليمامة ضمن فعاليات الأسبوع الثقافي من خلال الجمعية السعودية للثقافة والفنون.
- عضو في لجنة مهرجان صيف الرياض بالإعداد والإشراف على معرض الفنانات التشكيليات في مهرجان صيف الرياض.
- شاركت بورقة عمل بعنوان «دور المحكمين وعلاقتهم بالمجتمع والبيئة» في المحاضرة «المسابقة التشكيلية المحلية وأثرها في الحركة.. السفير نموذجاً» ضمن فعاليات مسابقة السفير الثانية لوزارة الخارجية.
- أعدت وأدارت المشاركة في الندوة الثقافية «جدلية التشكيل والفن الرقمي» لمجموعة الفن الرقمي.
- مثلت السعودية بالمشاركة والحضور في الأسبوع السعودي الثقافي في قطر ضمن فعاليات الاحتفاء بالدوحة عاصمة للثقافة العربية.
- قدمت ورقة عمل بعنوان «أغلفة الكتب الدراسية» في الندوة الدولية لأغلفة الكتب ضمن فعاليات معرض الرياض الدولي للكتاب.
- شاركت في المعرض السعودي المتجول في النمسا، البحرين، لندن، سلطنة عمان، الرياض. وفي المعرض الثقافي الفني السعودي ببيروت.
- شاركت في معرض الأسبوع الثقافي في المغرب، والمعرض التشكيلي للفنانات السعوديات والعمانيات السعودي الذي أقيم في عمان.[12]
- عضو في لجنة تحكيم مسابقة جائزة ضياء عزيز ضياء للبورتريه (النسخة الثامنة) 2024م.[13]

## إصدارات
- التعليم المرئي (2009م).
- لائحة تنظيم المعارض المدرسية للنشاط غير الصفي.[10]